# Xenoclarias eupogon
Xenoclarias eupogon är en fiskart som först beskrevs av Norman 1928.  Xenoclarias eupogon ingår i släktet Xenoclarias och familjen Clariidae. IUCN kategoriserar arten globalt som akut hotad. Inga underarter finns listade i Catalogue of Life.